# Calocosmus semimarginatus
Calocosmus semimarginatus là một loài bọ cánh cứng trong họ Cerambycidae.